# Minergie
 (septembre 2024).
Si vous disposez d'ouvrages ou d'articles de référence ou si vous connaissez des sites web de qualité traitant du thème abordé ici, merci de compléter l'article en donnant les références utiles à sa vérifiabilité et en les liant à la section « Notes et références ».

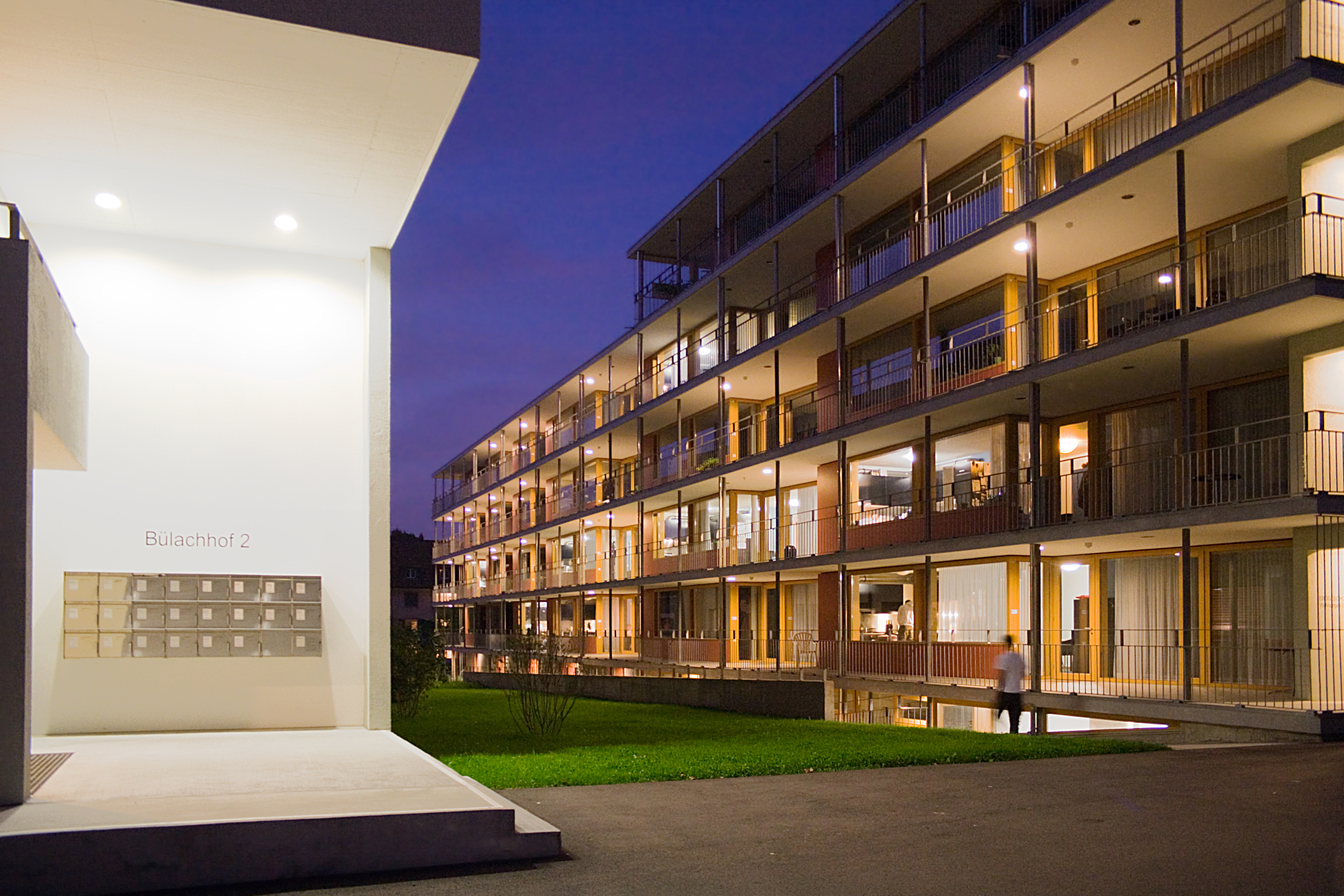
Un exemple de réalisation à Zürich.

Minergie est une association suisse à but lucratif dont la visée est la diminution de la consommation d'énergie dans le bâtiment en proposant d’utiliser l’énergie de manière rationnelle et d’avoir recours aux énergies renouvelables.

## Description
L'association comprend notamment l'ensemble des cantons suisses, la Principauté de Liechtenstein et l'Office fédéral de l'énergie pour la Confédération suisse. Le premier président de Minergie est Pierre Kohler.
Minergie propose un standard de construction certifié par un label ainsi qu'un service de contrôle. Les standards sont établis par l'association Minergie conjointement avec les associations professionnelles et sont soutenus par les services cantonaux de l'énergie chargés d'inciter à des mesures d'économie d'énergie. Ils sont régulièrement revus pour s'adapter aux progrès techniques.
L'utilisateur choisissant de construire selon le label Minergie peut prétendre dans certains cas à des subventions de l'État ou d'autres avantages, par exemple une plus grande surface construite, pour pallier les épaisseurs plus grandes des parois, voire une épaisseur plus importante des toits.

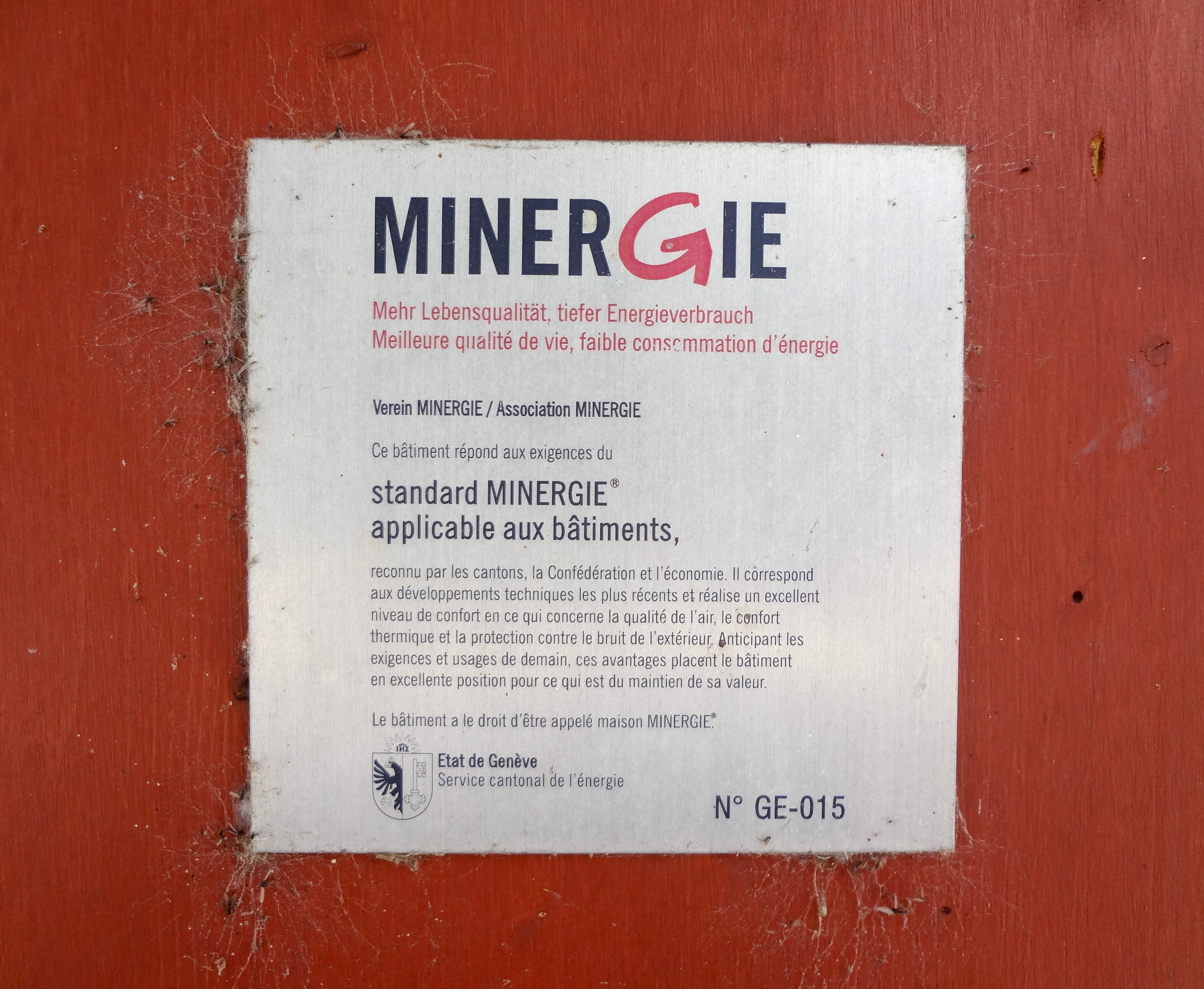
Plaque « Minergie » sur la crèche Carfagni-Chateaubriand à Genève.

Le label s'appuie sur les normes de constructions en vigueur et exige des valeurs limites de consommation d'énergie plus strictes.
Pour obtenir le certificat Minergie on peut choisir parmi cinq solutions standard imposées et acceptées pour le chauffage et l'eau chaude sanitaire et de se conformer à quelques conditions supplémentaires. Les cinq solutions standard sont :
- pompe à chaleur avec sonde géothermique pour le chauffage et l’eau chaude (toute l’année) ;
- chauffage au bois pour le chauffage et l'eau chaude en hiver, collecteurs solaires thermiques pour l'eau chaude en été ;
- chauffage au bois automatique pour le chauffage et l'eau chaude (toute l'année), par exemple chauffage à granulés ;
- utilisation des rejets thermiques (industrie, installations d’incinération des déchets et stations d’épuration des eaux) pour le chauffage et l’eau chaude (toute l'année comme source séparée) ;
- pompe à chaleur air-eau (air extérieur) pour le chauffage et l’eau chaude (toute l'année).

Les conditions supplémentaires d'obtention du label de qualité Minergie sont[réf. nécessaire] :
- installation effective d'une aération, soit à double flux avec récupération de chaleur à haute performance, soit à simple flux avec une gestion performante ;
- une protection efficace contre la surchauffe estivale ;
- une efficacité globale d'au moins 25 % meilleure que celle prescrite par la loi (en Suisse, les exigences peuvent différer, selon le canton) et des limites de coefficient de transfert thermique U pour l'enveloppe de bâtiment, qui ne doivent pas être dépassées ;
- la valorisation des toits par la pose de panneaux photovoltaïques, voire celle des façades ;
- un pré-équipement électrique pour les places de parc, pour anticiper les véhicules électriques.

Pour cela, le label Minergie propose, en association avec les branches professionnelles concernées, des modules de construction qui répondent aux normes du label. Il n'est toutefois pas obligatoire de construire en utilisant ces modules : n'importe quel mode de construction ayant les qualités requises permet au projet soumis de prétendre au label.

### Niveaux
Minergie propose différents niveaux d'exigences. Outre le niveau de base, un bâtiment peut être certifié Minergie-P s'il répond à un niveau d'exigence plus élevé. Elle comprend obligation de vérifier l'étanchéité à l'air des diverses unités (logements, bureaux, etc.), prise en compte de l'énergie grise lors de la construction et selon les affectations ou grandeurs, du monitoring énergétique, l'éclairage efficient, des appareils ménagers très efficients, etc. L'efficacité globale doit être au moins de 30 % meilleure que celle prescrite par la loi.
Le label Minergie-A atteste d'un bâtiment à énergie positive, qui produit plus d'énergie que celle consommée. L'efficacité globale doit être au moins de 60 % meilleure que celle prescrite par la loi.
Le label complémentaire Minergie-ECO atteste de l'utilisation de matériaux de construction sains et écologiques ainsi que d'un le climat ambiant d’une qualité optimale. Les aménagements intérieurs du bâtiment sont flexibles et il peut être réutilisé. Les émissions de gaz à effet de serre sont minimales lors de la construction, le bâtiment est donc, en combinaison avec les exigences Minergie, climato-responsable.
Minergie-Quartier atteste de la prise en compte du confort, de l'efficacité et de la protection du climat pour un ensemble de bâtiments. Ce label se distingue par des exigences très élevées en matière de consommation d'énergie, d'émissions de gaz à effet de serre et d'autosuffisance en énergies renouvelables. Les bâtiments qui le composent présentent en outre une protection thermique supérieure à la moyenne. Les exigences en sont relatives à l'aménagement des espaces extérieurs adaptés au climat futur et aux incitations à une mobilité douce, qui augmentent la qualité de vie dans le quartier concerné.